# Rancho de Donna
El Rancho de Donna, traducción de Donna's Ranch, es un burdel legal con licencia situado en Nevada, ubicado en la localidad de Wells, en el condado de Elko. La historia del rancho se remonta a 1867 y es propiedad de Geoff Arnold. El boxeador Jack Dempsey fue uno de sus anteriores propietarios.

## Historia
El rancho se estableció originalmente cerca de la vía férrea para servir a los hombres que construían el ferrocarril cercano. Wells era un importante punto de recogida de ganado en el ferrocarril Central Pacific, los vaqueros que habían conducido el ganado hasta el ferrocarril celebraban en el rancho. Los ganaderos locales daban unas cuantas reses a Donna's para que las acreditaran contra futuras visitas.
Durante la Gran Depresión, el rancho donó alimentos y dinero a la gente de Wells.
Ha sufrido varios cambios de nombre y ha sido conocido anteriormente como The Calico Club, Donna's Calico Club y Chardon's Club.
Arnold compró el rancho a Evelyn y Ken Merrill en 1999 por un millón de dólares.
El 21 de febrero de 2008, el rancho sobrevivió a un terremoto de 6,0 grados, sin embargo, el interior del edificio quedó destrozado. El edificio también sufrió grandes daños en una inundación el 7 de febrero de 2017.
Operaban dos locales, sin embargo el de Battle Mountain (Nevada), en el condado de Lander, cerró en 2011. Posteriormente fue reabierto por nuevos propietarios con su nombre anterior de The Calico.